# Larinia phthisica
Larinia phthisica är en spindelart som först beskrevs av Ludwig Carl Christian Koch 1871.  Larinia phthisica ingår i släktet Larinia och familjen hjulspindlar. Inga underarter finns listade i Catalogue of Life.